# 이곤선생 효자문
이곤선생 효자문은 대한민국 경기도 화성시 봉담읍 상리에 있다. 1986년 5월 20일 화성시의 향토문화재 제3호로 지정되었다가, 2019년 10월 23일 향토문화재(유형) 제3호로 변경 재분류되었다.

## 개요
이곤의 본관은 원주이며 과의 교위공 한의 아들로 태어났다. 일찍이 문과에 급제한 뒤 병조정랑, 선령. 보령. 옹진. 음죽 등의 현감을 지냈으며, 외직에 재임하면서도 부모에 대한 효성이 지극하였다. 부모가 노환으로 병석에 누워 추운 겨울날 잉어와 오이가 먹고 싶다고 하자, 이곤은 백방으로 온갖 노력을 다하였다. 이곤의 지성에 천지신령도 감동한 듯 마침내 강의 얼음 속에서 잉어를 구할 수 있었고, 깊은 산 속의 덩굴에 매달려 있는 오이를 기적적으로 얻어 부모를 공경했다고 한다. 그의 극진한 효성은 나라에까지 알려져 영조 13년(1737) 왕후로부터 효행상과 효자정문(孝子旌門)을 하사 받았다고 전해온다. 그러나 현재 정문안에 걸린 현판은 고종 20년(1883) 9월의 것으로 효자정문은 이때 건립되었음을 알 수 있다.